# Nova Galiza
A Nova Galiza (em castelhano Nueva Galicia) foi o território do Vice-Reinado de Nova Espanha, formado por 3 províncias maiores que abarcavam a Província de Nova Galiza (Nayarit e Jalisco), a Província dos Zacatecas (Aguascalientes e Zacatecas) e a Província de Colima (Colima). O Reino de Nova Galiza era um dos dois únicos reinos autónomos dentro do Virreinato de Nova Espanha. A conquista do território foi consumida por Nuño Beltrán de Guzmán, onde cuja primeiro capital foi Santiago de Compostela e o 25 de janeiro de 1531, a capital foi trasladada a Guadalajara, se estabelecendo em definitiva um obispado sufragáneo do arzobispado. Em 1786 as divisões políticas da Nova Espanha foram estabelecidas em intendencias, portanto, as Províncias de Nova Galiza e Colima passaram a ser a Intendência de Guadalajara e a Província dos Zacatecas passou a ser a Intendência de Zacatecas.

## Primeira organização territorial
- Província de Nova Galiza; Nayarit e Jalisco.
- Província de Zacatecas; Aguascalientes e Zacatecas.
- Província de Colima; Colima.

### Organização em segundo territorial.
- Intendência de Guadalajara; Nayarit, Jalisco e Colima.
- Intendência de Zacatecas; Aguascalientes e Zacatecas.